# شاه‌بلوط هندی
شاه‌بلوط هندی(نام علمی: Aesculus hippocastanum) نام یک گونه از سرده شاه‌بلوط است.
درخت شاه‌بلوط هندی (Aesculus hippocastanum)، گونه‌ای از درختان گلدار از خانوادهٔ صابونیان (Sapindaceae) است که به‌دلیل گل‌های زیبا و برگ‌های پنجه‌ای‌اش در سراسر جهان به‌عنوان درخت زینتی کاشته می‌شود. 
درخت شاه‌بلوط هندی یکی از نمادهای شهر کی‌یف، پایتخت اوکراین است.

## مشخصات
شاه‌بلوط هندی درختی بزرگ و خزان‌پذیر است که ارتفاع آن به حدود ۳۹ متر می‌رسد.  تاج آن گنبدی‌شکل با شاخه‌های قوی است.  برگ‌ها به‌صورت متقابل و مرکب پنجه‌ای با ۵ تا ۷ برگچه هستند.  گل‌ها به‌صورت خوشه‌های ایستاده به طول ۱۰ تا ۳۰ سانتی‌متر در بهار ظاهر می‌شوند و معمولاً سفید با لکه‌های زرد تا صورتی در پایهٔ گلبرگ‌ها هستند.  میوه‌ها کپسول‌های سبز و خارداری هستند که معمولاً یک دانهٔ براق و قهوه‌ای به نام "کانکر" درون آن‌ها قرار دارد. 

## پراکندگی و زیستگاه

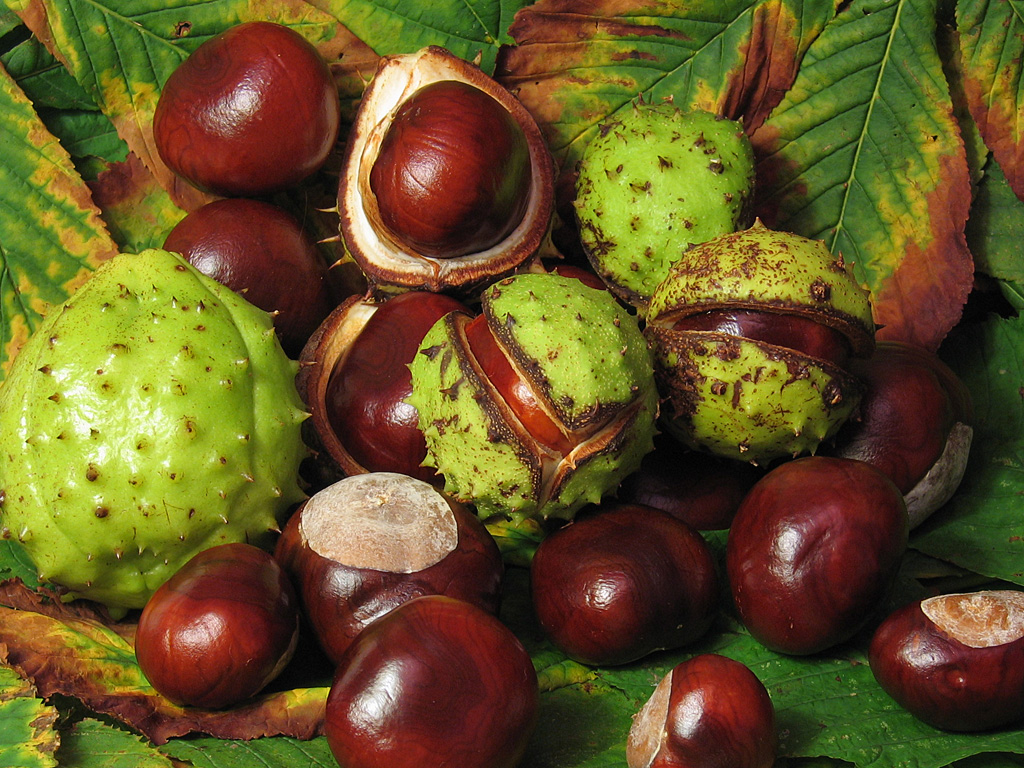
میوهٔ شاه‌بلوط هندی

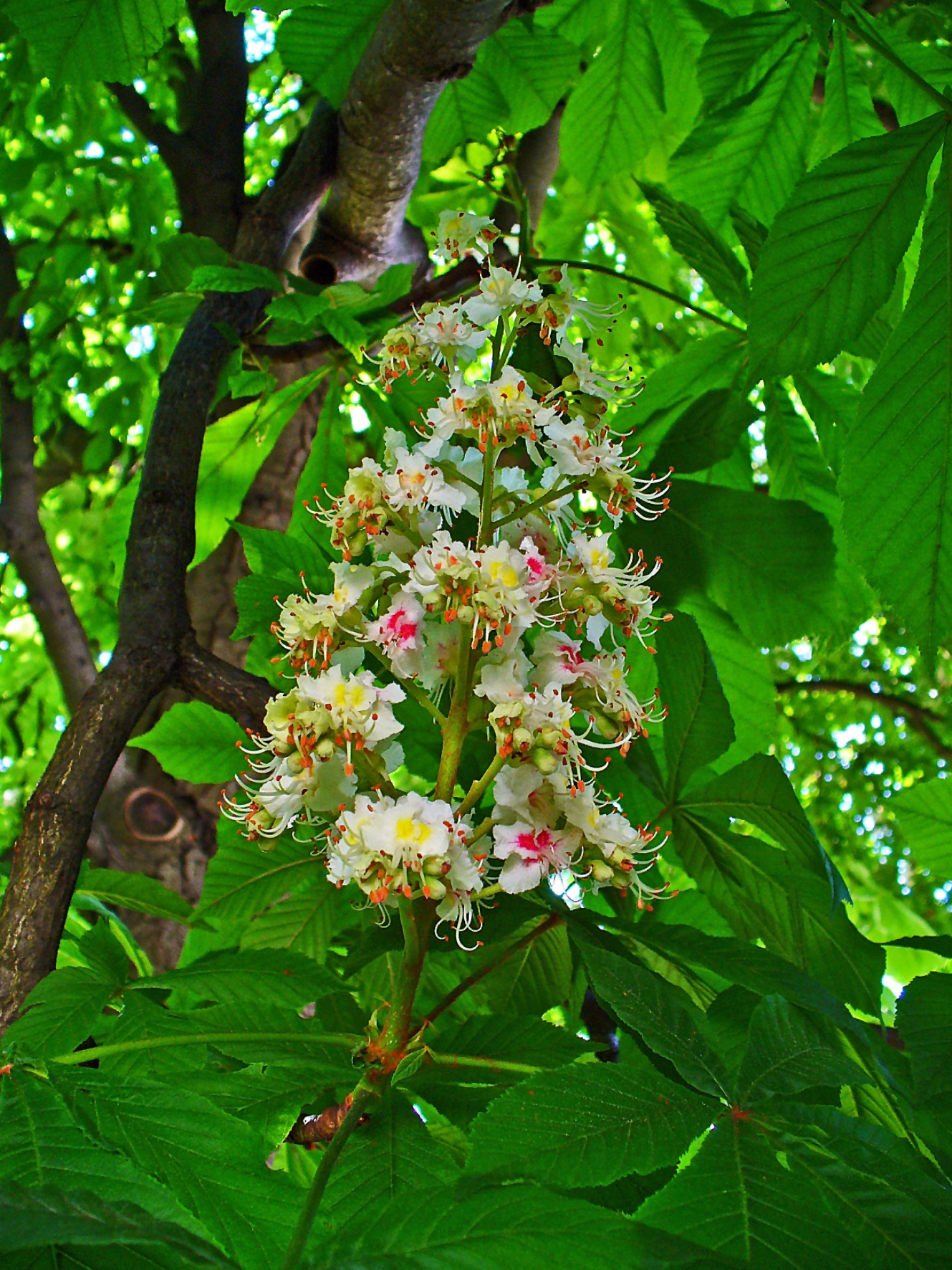
گل‌آذین شاه‌بلوط هندی

نقشهٔ پراکندگی بومی شاه‌بلوط هندی

این درخت بومی منطقهٔ بالکان شامل آلبانی، بلغارستان، یونان و مقدونیه شمالی است.  با این حال، به‌طور گسترده در سراسر اروپا، آمریکای شمالی و سایر مناطق معتدل جهان کاشته شده است.  در بلغارستان، جمعیت بومی این درخت در منطقه‌ای کوچک در کوهستان پرِسلاو یافت می‌شود و به‌شدت در معرض خطر است. 

## کاربردها
شاه‌بلوط هندی به‌طور گسترده در خیابان‌ها و پارک‌ها به‌عنوان درخت زینتی کاشته می‌شود.  در بریتانیا و ایرلند، دانه‌های آن برای بازی کودکان به نام "کانکرز" استفاده می‌شود.  در جنگ‌های جهانی اول و دوم، دانه‌های این درخت برای تولید نشاسته جهت ساخت استون به‌کار می‌رفتند.  همچنین، از دانه‌های آن می‌توان مواد شویندهٔ خانگی تهیه کرد. 
همچنین، اعتقاد بر این است که میوه‌های این درخت به تسکین سرفه در اسب‌ها کمک می‌کرده‌اند. 

## استفاده در طب سنتی
عصارهٔ دانهٔ شاه‌بلوط هندی که حاوی حدود ۲۰٪ آیسین است، ممکن است در درمان کوتاه‌مدت نارسایی مزمن وریدی مؤثر باشد.  با این حال، دانه‌ها، برگ‌ها، پوست و گل‌های خام این درخت به‌دلیل وجود اسکولین سمی هستند و نباید مصرف شوند. ماده فعال اصلی آن، آسین، دارای اثرات ضدالتهابی، آنتی‌اکسیدانی و ضدسرطانی است. 
دانه‌های شاه‌بلوط هندی حاوی ترکیباتی مانند کوئرستین ۳,۴'-دی‌گلوکوزید، لوکو‌سیانیدین، لوکودلفینیدین و پروسیانیدین A2 هستند.
فواید اصلی شاه‌بلوط هندی:
بهبود گردش خون: آسین با تقویت دیواره رگ‌ها و کاهش نشت مایعات، به درمان نارسایی مزمن وریدی، واریس و بواسیر کمک می‌کند. 
کاهش التهاب: با مهار آنزیم‌های التهابی، تورم ناشی از آسیب‌ها و جراحی‌ها را کاهش می‌دهد. 
خواص آنتی‌اکسیدانی و ضدسرطانی: ترکیبات موجود در آن با خنثی‌سازی رادیکال‌های آزاد، از سلول‌ها در برابر آسیب محافظت می‌کنند و ممکن است رشد سلول‌های سرطانی را مهار کنند. 
تقویت باروری مردان: مطالعات نشان داده‌اند که مصرف آسین می‌تواند کیفیت و تحرک اسپرم را در مردان مبتلا به واریکوسل بهبود بخشد. 
هشدارهای مصرف:
سمی بودن دانه خام: دانه‌های فرآوری‌نشده حاوی اسکولین هستند که مصرف آن‌ها می‌تواند منجر به مسمومیت شدید یا مرگ شود. 
تداخل دارویی: مصرف همزمان با داروهای رقیق‌کننده خون یا ضدالتهاب‌ها ممکن است خطرناک باشد. برای بهره‌مندی از فواید شاه بلوط هندی، استفاده از عصاره‌های استاندارد و مشورت با پزشک یا متخصص طب سنتی ضروری است. 

## درخت آنه فرانک
درخت شاه‌بلوطی در خارج از پنجرهٔ "ضمیمهٔ مخفی" در آمستردام قرار داشت که آنه فرانک در دفتر خاطرات خود به آن اشاره کرده است.  این درخت تا سال ۲۰۱۰ زنده بود و پس از آن در اثر طوفان سقوط کرد.  یازده نهال از بذرهای این درخت به ایالات متحده منتقل شدند و در مکان‌های مختلفی کاشته شدند.

## بیماری‌ها
شاه‌بلوط هندی به بیماری‌ها و آفات مختلفی حساس است، از جمله: 
زخم خونریزی‌دهنده: عفونت باکتریایی که می‌تواند کشنده باشد. 
لکهٔ برگ گینیاردیا: بیماری قارچی که باعث لکه‌های قهوه‌ای روی برگ‌ها می‌شود. 
قارچ‌های پوسیدگی چوب: مانند آرمیلاریا و گانودرما. 
شپشک شاه‌بلوط: حشره‌ای که به شاخه‌ها آسیب می‌زند. 
مین‌دار برگ شاه‌بلوط: پروانه‌ای که لاروهای آن در برگ‌ها تونل می‌زنند و باعث زرد شدن و ریزش زودرس برگ‌ها می‌شوند. 

## نگارخانه

شاه‌بلوط هندی - Aesculus hippocastanum
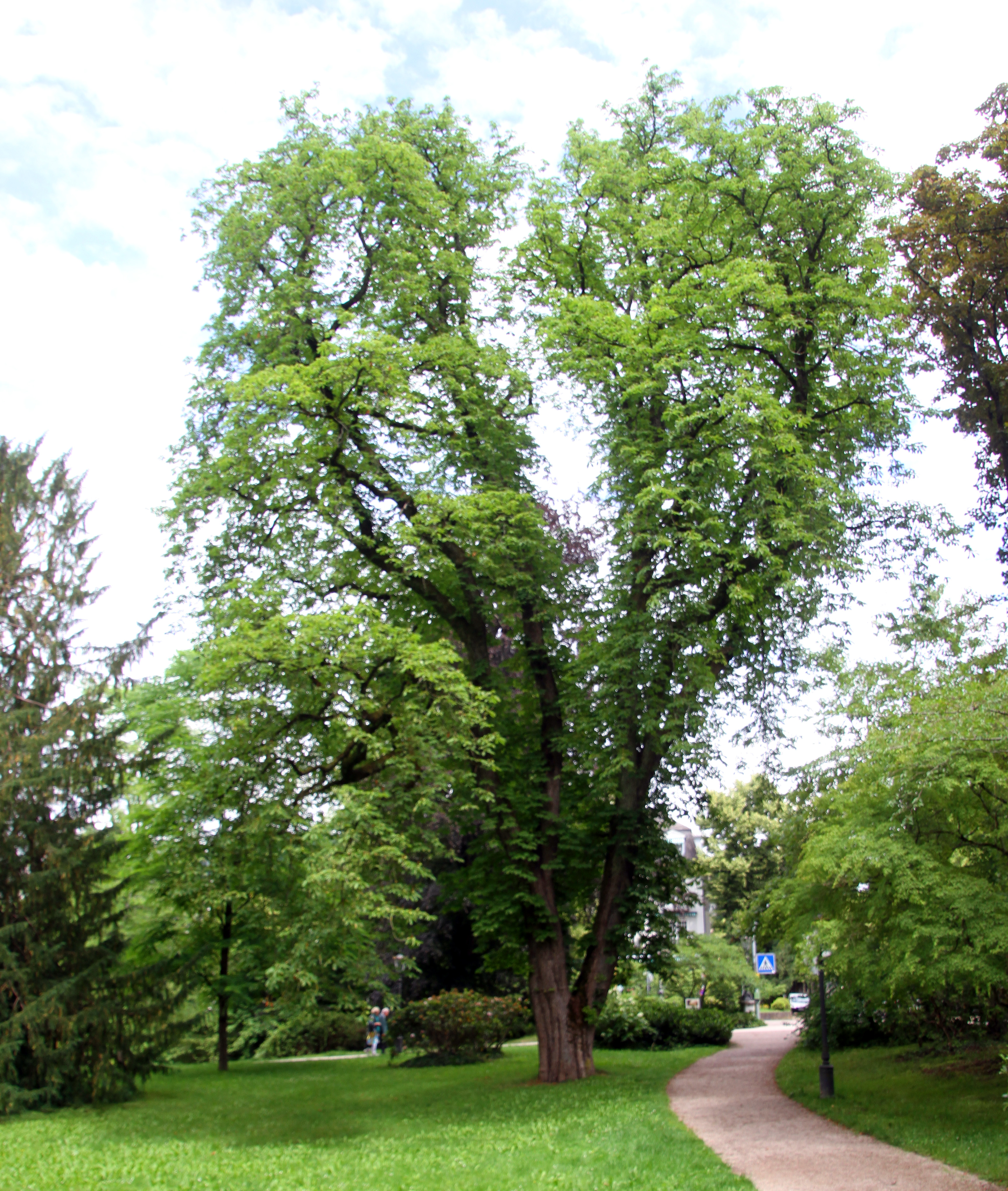
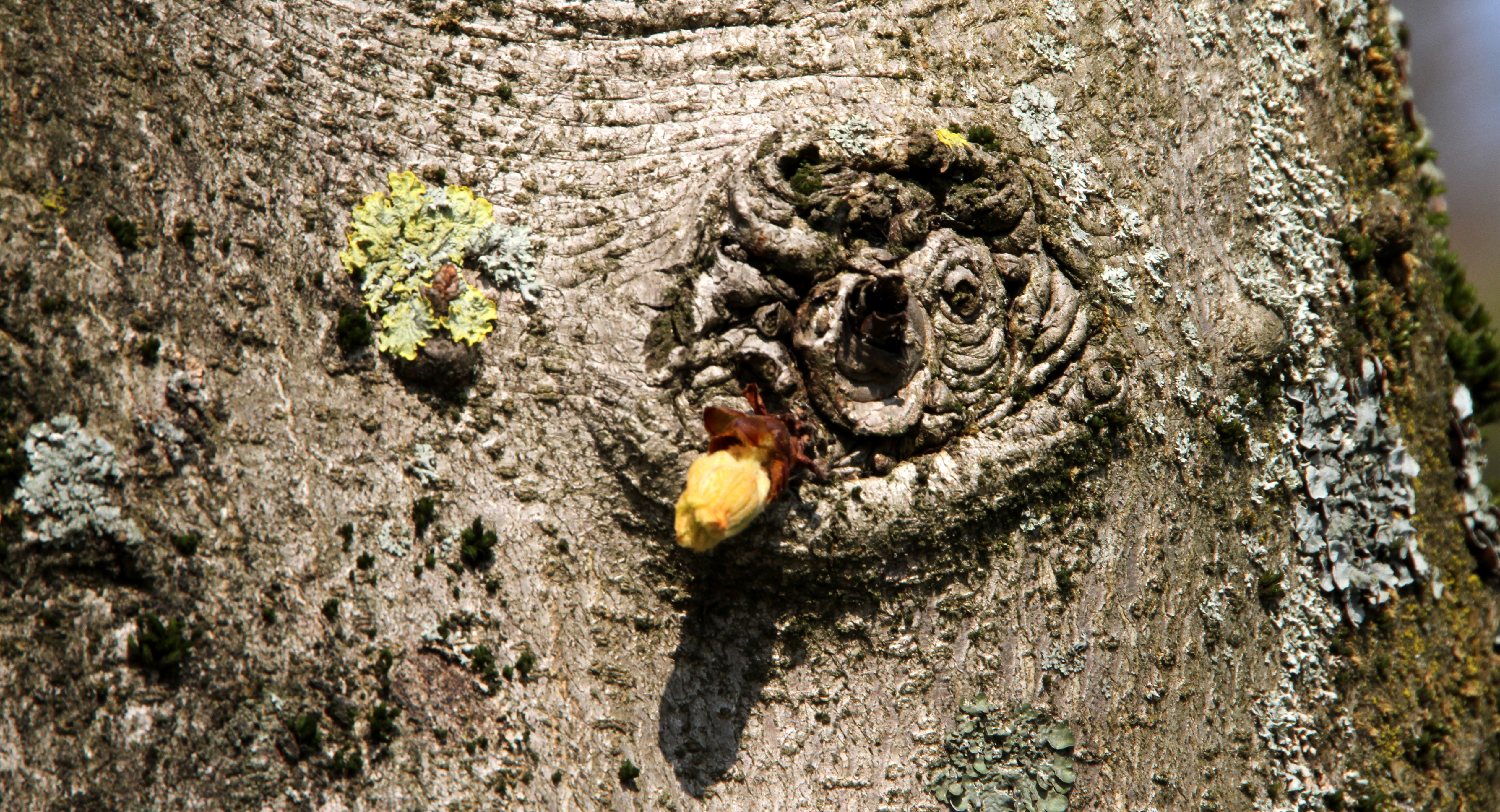
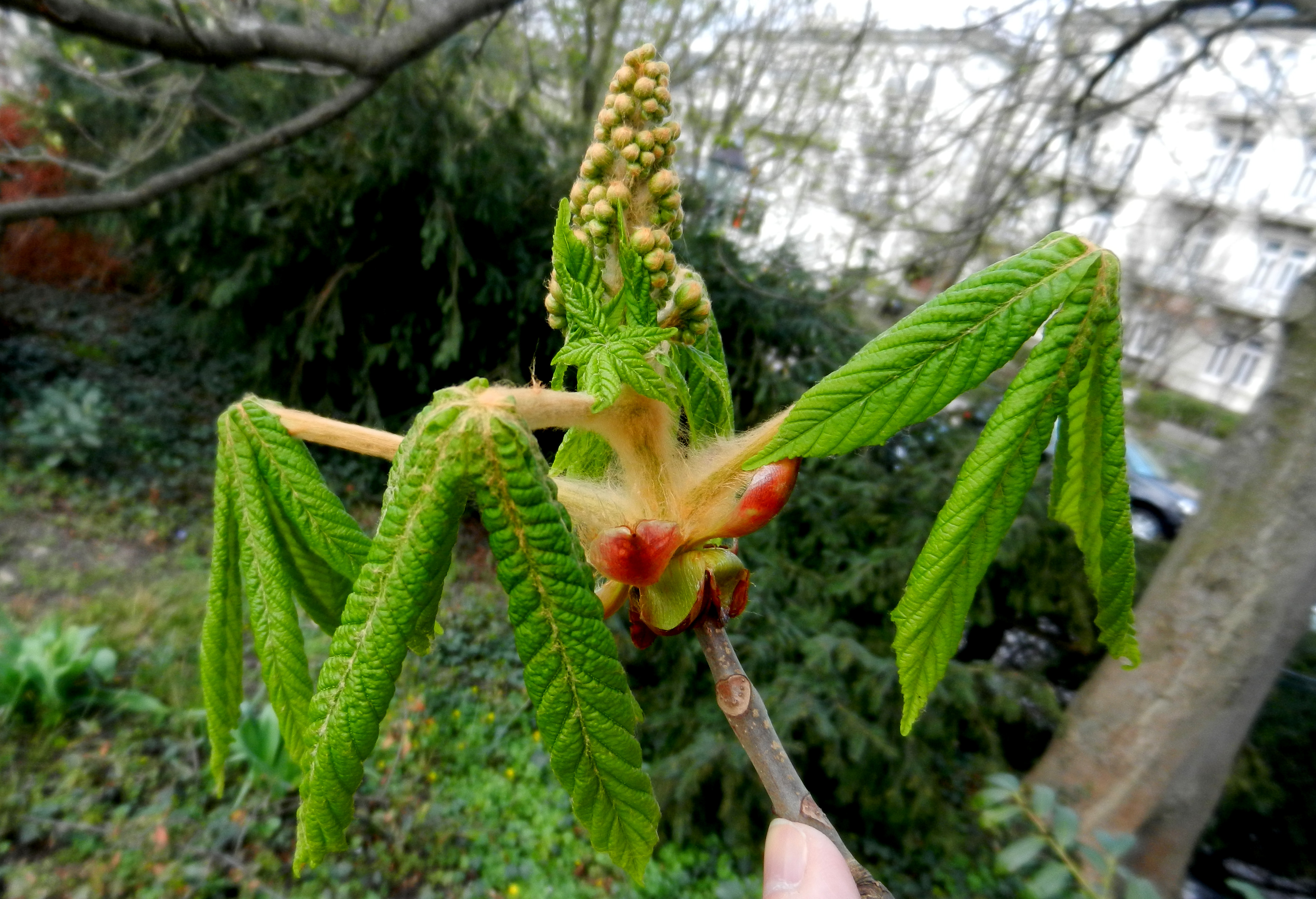
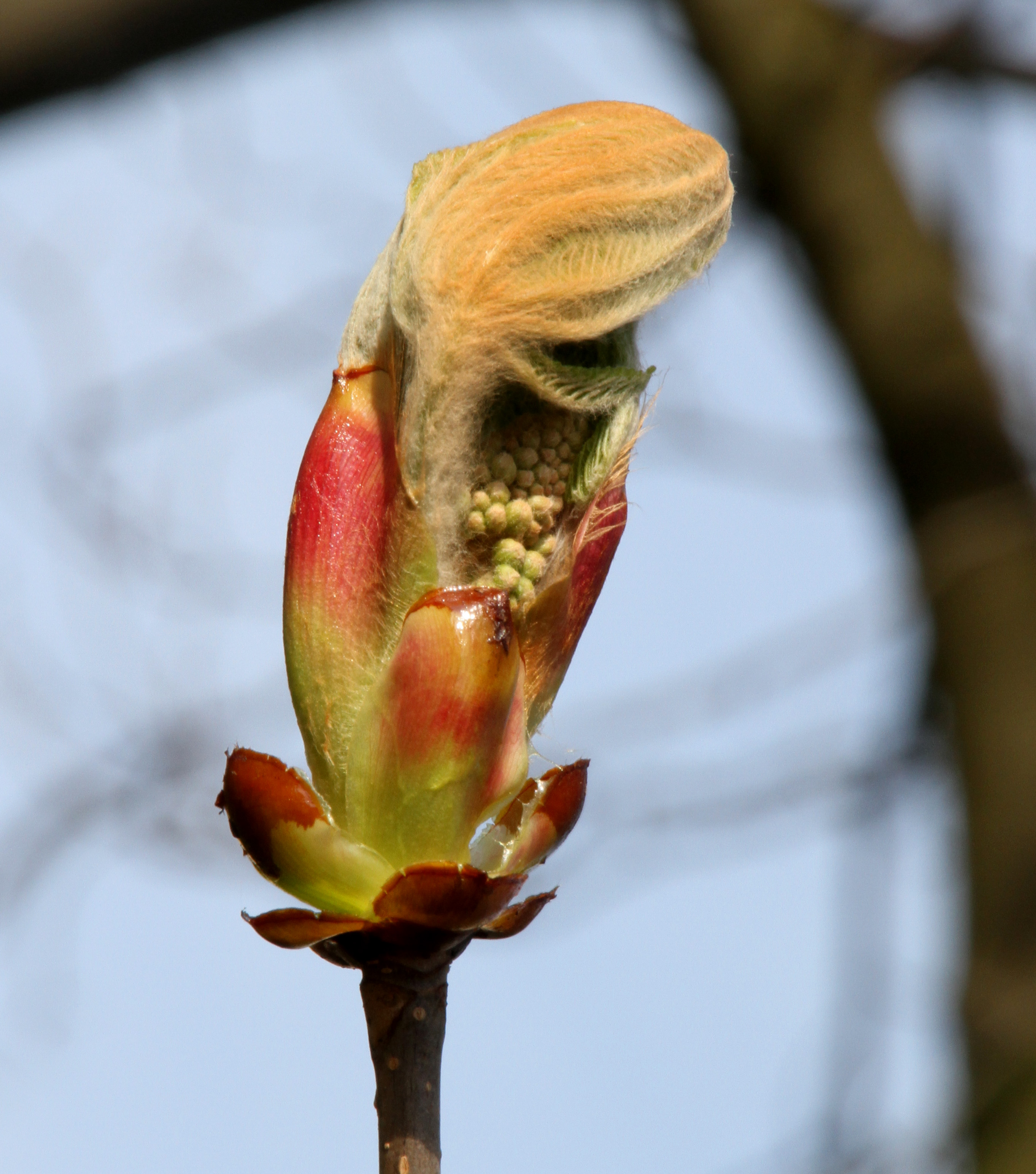
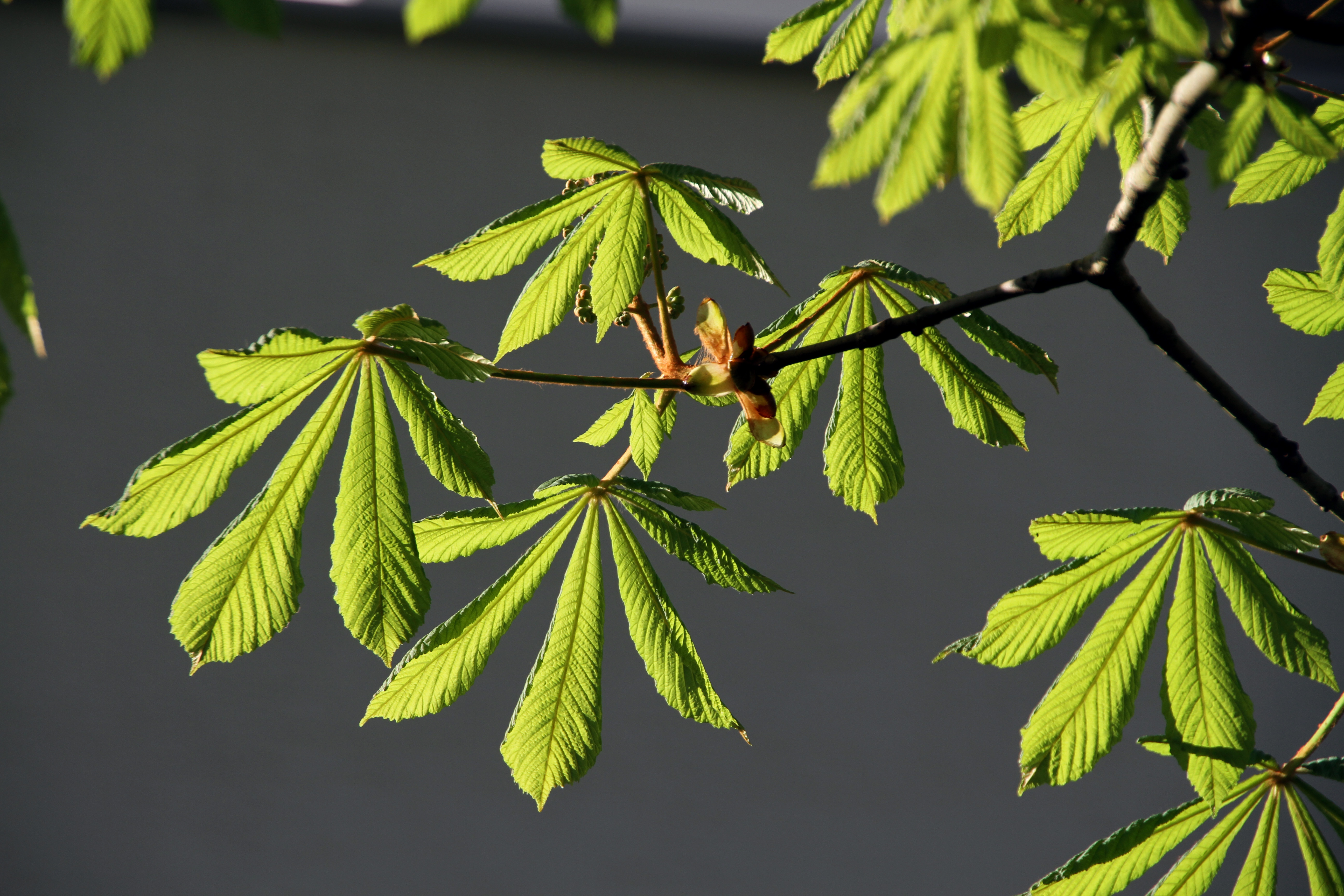
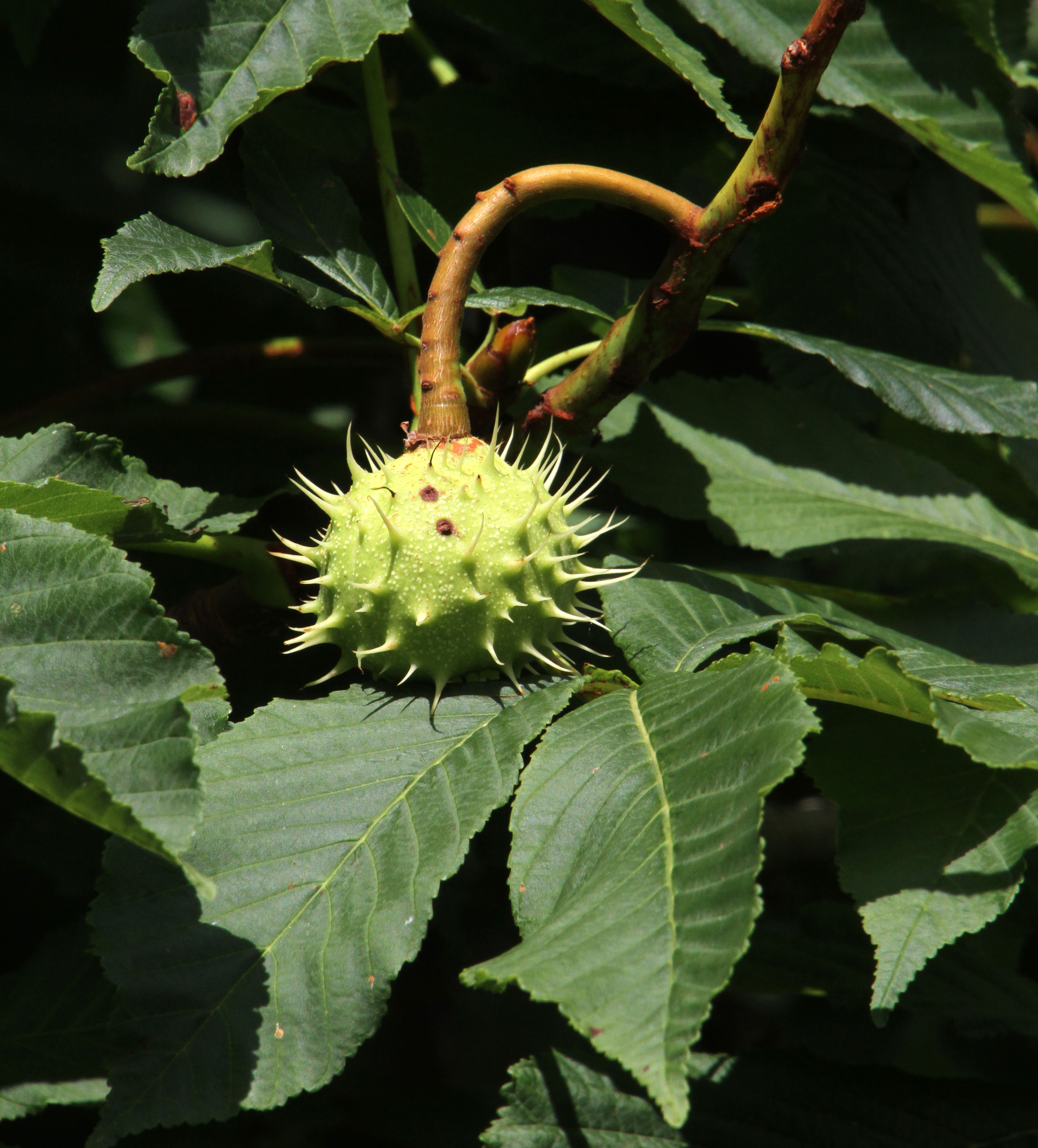
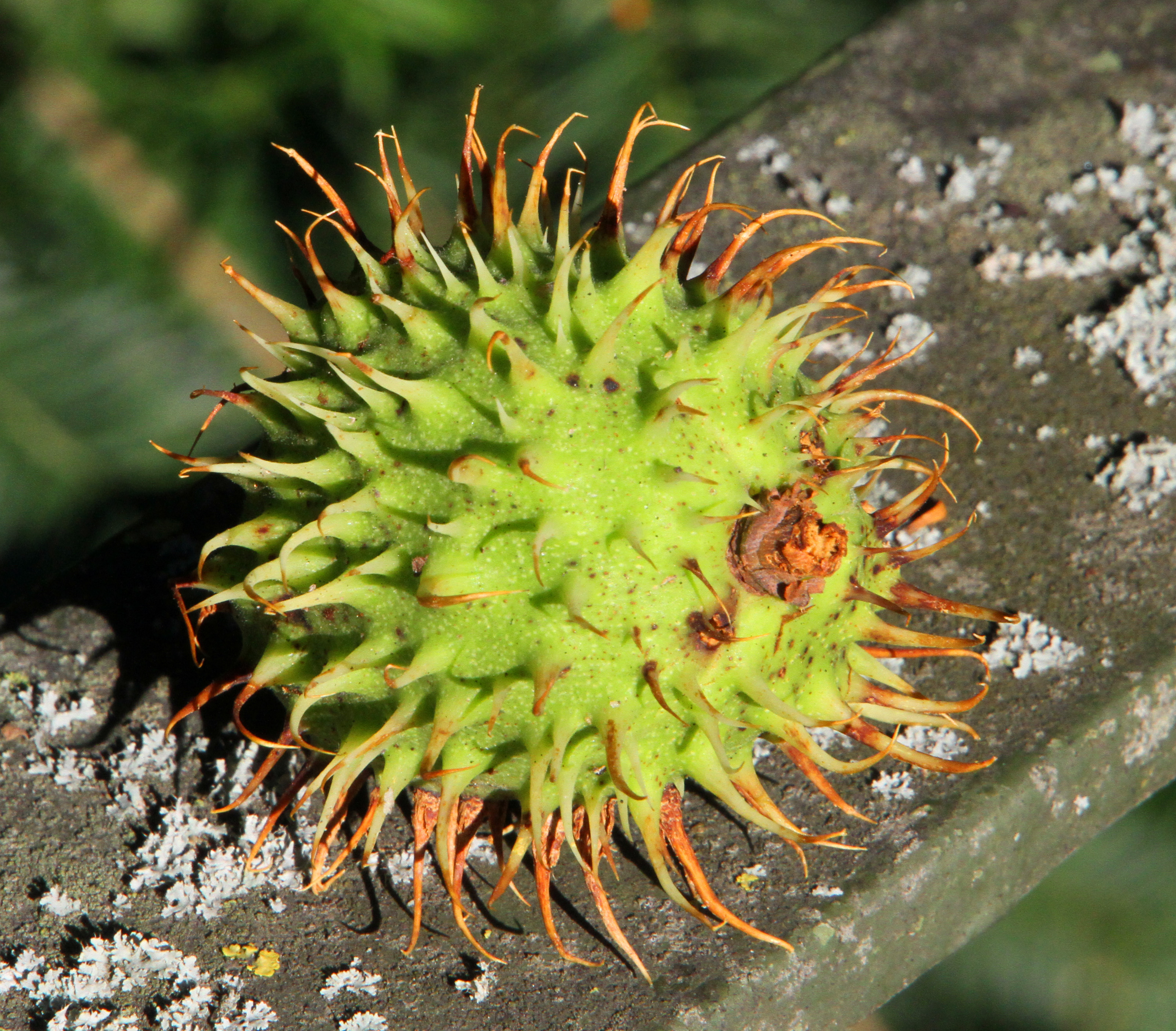
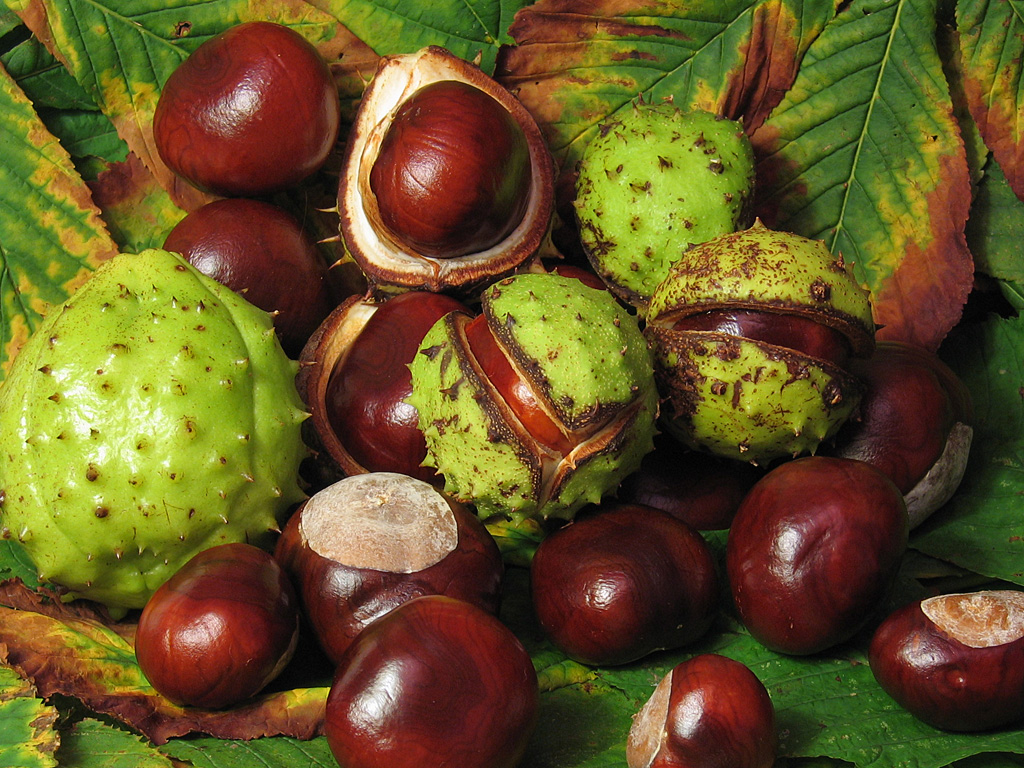
میوه‌های شاه‌بلوط هندی